# Солтык, Каетан
Каетан Игнаций Солтык (12 ноября 1715 — 30 июля 1788) — крупный польский церковный и государственный деятель, епископ киевский (1756—1759) и краковский (1759—1788).

## Биография
Представитель шляхетского рода Солтык герба Солтык. Сын каштеляна люблинского Юзефа Солтыка и Констанции Джевецкой. Брат воеводы ленчицкого Томаша Солтыка и каштеляна варшавского Мацея Солтыка. Его племянником был  Станислав Солтык, польский политический и государственный деятель.
Пользовался поддержкой магнатов Потоцких, прежде всего примаса Теодора Потоцкого, который назначил его каноником ловицким и ленчицким. Был воспитан иезуитами и принял духовный сан в 1732 году. В 1735-1738 годах изучал теологию в Риме. В октябре 1736 году был назначен каноником гнезненским.
После смерти примаса Теодора Потоцкого Каетан Солтык перешёл на службу к епископу краковскому Яну Александру Липскому, который назначил его каноником краковским. В 1740 году гнезненский капитул избрал Каетана Солтыка вице-президентом коронного трибунала. В 1749 году епископ киевский Самуил Ожга назначил Каетна Салтыка коадъютером Киевской епархии.
В 1756 году после смерти Самуила Ожги Каетан Солтык был избран новым епископом киевским, занимал эту должность три года. После смерти епископа краковского Анджея Станислава Залуского 1759 году был возведен в сан епископа краковского.
Каетан Солтык основал первую семинарию в киевской епархии, построил епископский дворец в Житомире. Был приверженцем саксонской династии Веттинов, был сторонником королевской партии под руководством Генрика фон Брюля и Ежи Августа Мнишека. В правление Августа III был членом так называемой старореспубликанской партии. В 1753 году был вовлечён в судебный процесс против евреев, в результате которого тринадцать из них были приговорены к смертной казни.
В политике Каетан Солтык использовал все средства — от кумовства до подделки документов и подкупа местной шляхты на местных сеймиках. Во время правления Августа III он стал одним из важных политиков при королевском дворе, тесно сотрудничал с фактическим правителем Польши графом Генриком фон Брюлем. Однако с начала 1760-х годов в связи с различными конфликтами стал отдаляться от Брюля.
В 1763 году после смерти польского короля Августа III епископ краковский Каетан Солтык, яростный противник Чарторыйских, выступал против избрания на королевский престол Станислава Августа Понятовского, но затем, из-за ухудшения здоровья, несколько дистанцировался от политики.
Каетан Солтык вернулся в политику в середине 1760-х годов, когда русский посол князь Николай Репнин, обладавший огромным влиянием в Речи Посполитой, стал поддерживать униатов, протестантов и православных и требовать равноправия с римокатоликами. В 1767 году на Репнинском сейме Каетан Солтык выступил против всевластия Репнина. 14 октября 1767 года по приказу посла епископ краковский был арестован и вместе с тремя другими польскими сенаторами (Юзефом Анджеем Залуским, Вацлавом Ржевуским и Северином Ржевуским) отправлен в ссылку в Калугу. Каетан Солтык выступал против предоставления униатам, православным и протестантам равных прав с католиками (диссидентский вопрос), он издал специальный манифест, призывал к молитве за сохранение веры и национальной свободы.
В 1773 году Каетан Солтык был освобождён из ссылки и вернулся в Польшу. Он пытался организовать сопротивление, направленное против признания первого раздела Речи Посполитой. Вскоре епископ впал в меланхолию и вступил в горячий спор с городским главой Кракова, который потребовал от правительства отстранить его от сана. В 1782 году король Станислав Понятовский и члены Постоянного Совета заявили, что епископ краковский Каетан Солтык впал в безумие. Была создана специальная комиссия для расследования, после которого Каетан Солтык был лишён кафедры.
Кавалер ордена Белого Орла (1757) и ордена Святого Станислава (1779).